# Oud Zevenaar
Oud Zevenaar est un village situé dans la commune néerlandaise de Zevenaar, dans la province de Gueldre. Le 1er janvier 2007, le village comptait 610 habitants.

## commune de Zevenaar

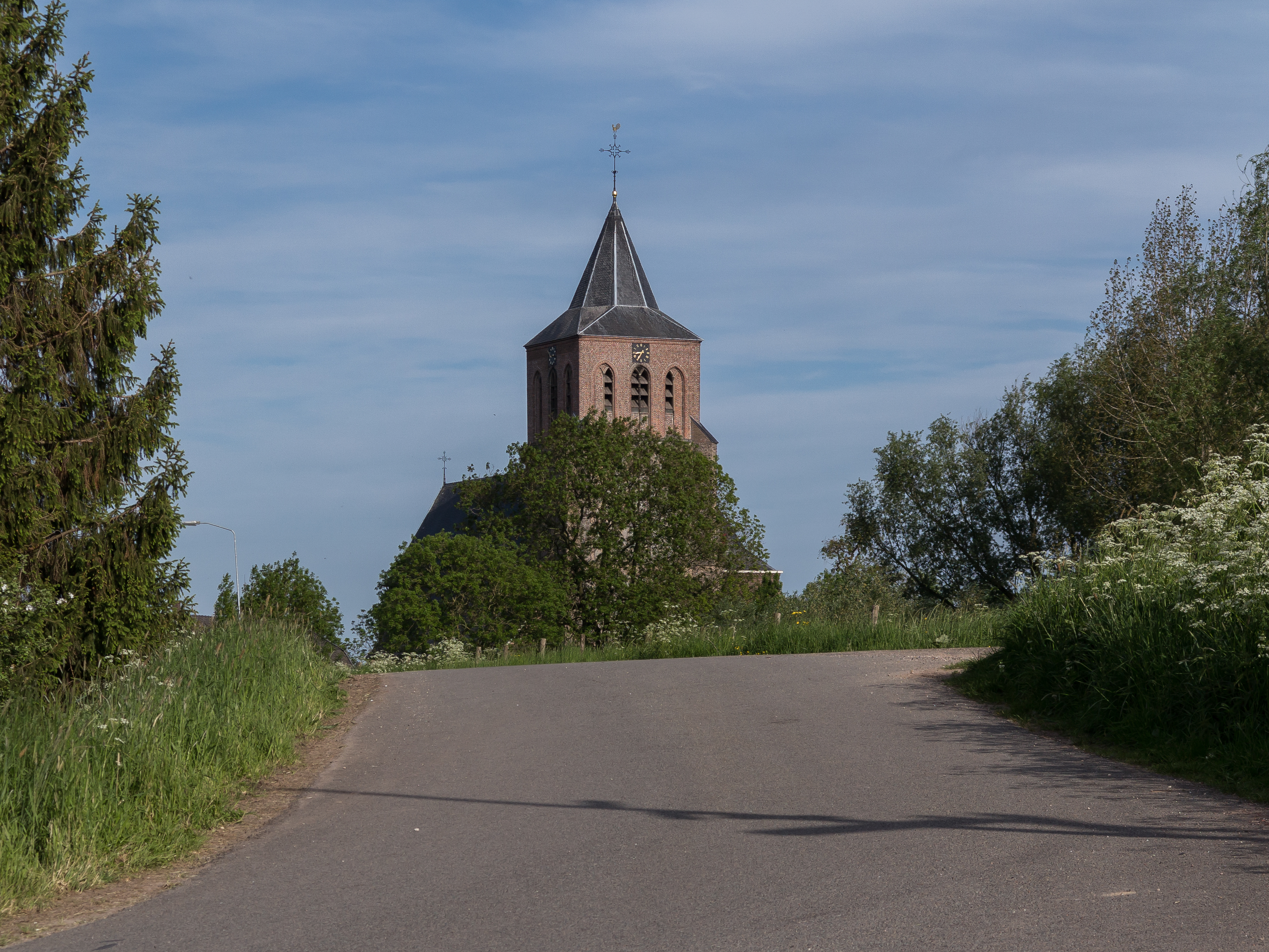
Oud-Zevenaar, église (de Sint Martinuskerk) dans la rue
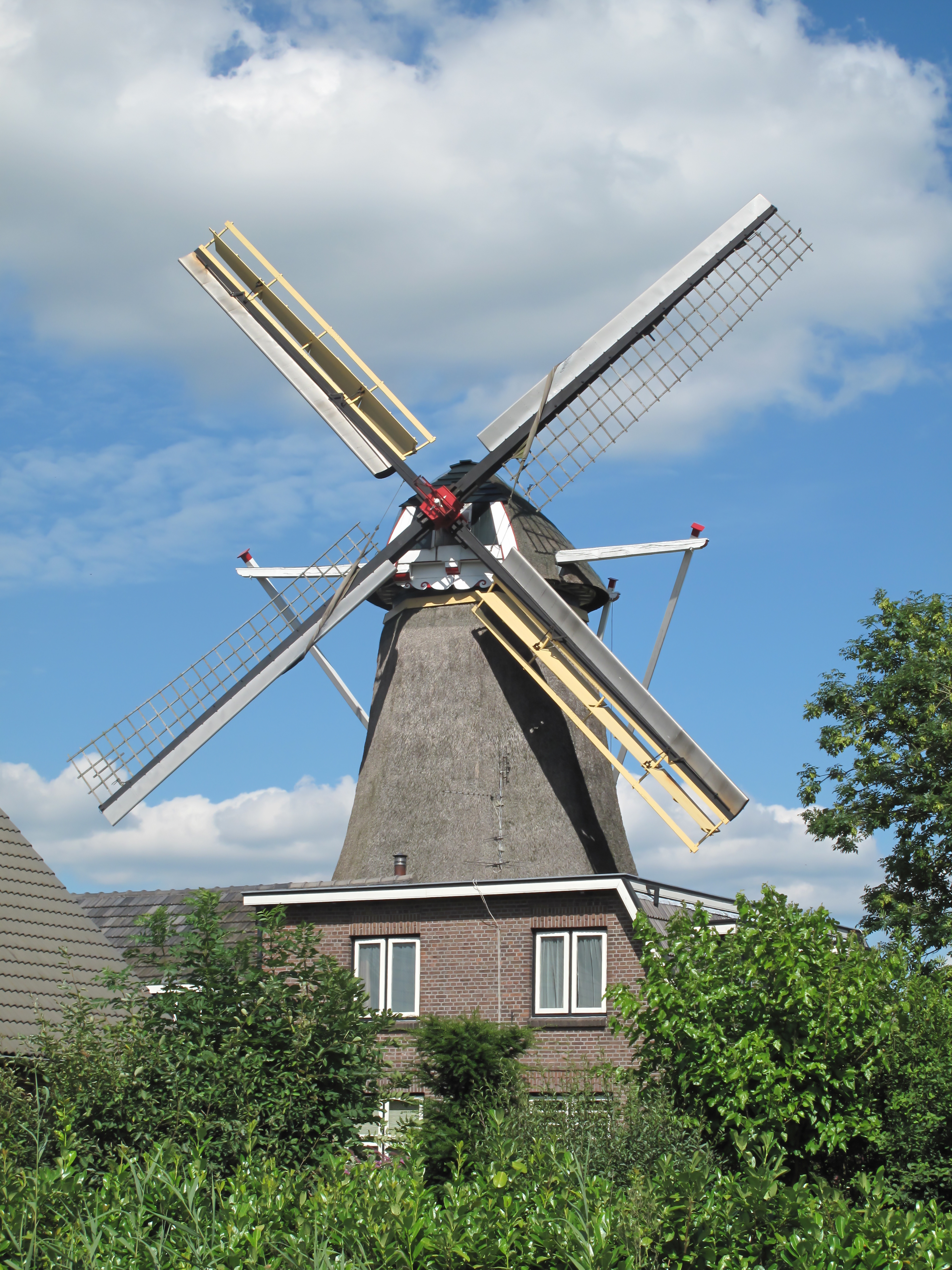
Oud-Zevenaar, moulin: molen de Hoop
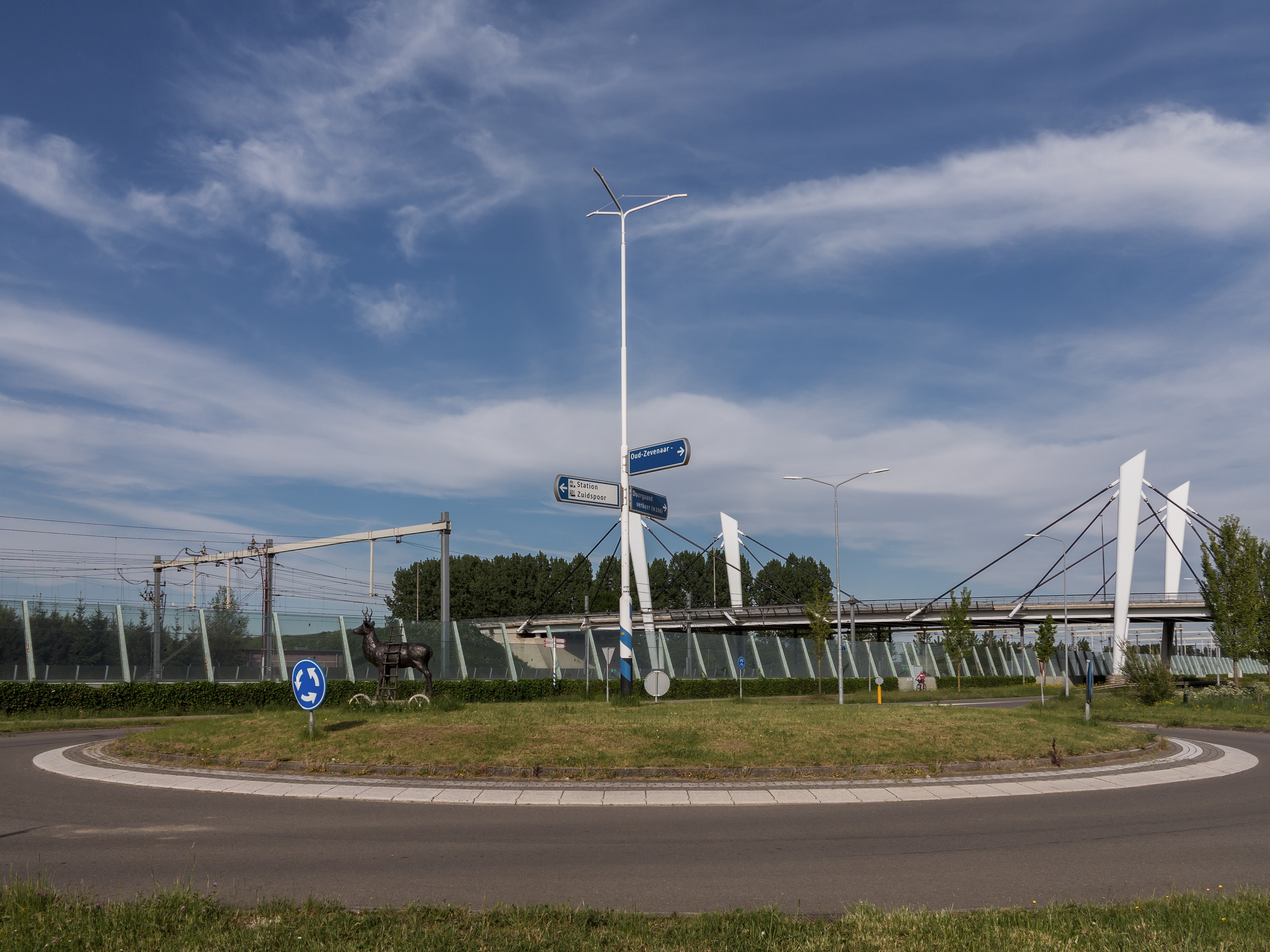
Oud-Zevenaar, pont (de Fergusonbrug) et la ligne (de Betuwelijn)